# Matthias Brändle
Matthias Brändle (nascido em 7 de dezembro de 1989, em Hohenems) é um ciclista profissional austríaco, que atualmente corre para equipe suíça IAM Cycling.